# Градина на земните удоволствия. Рай
„Градина на земните удоволствия. Рай“ е пълнометражен документален филм, посветен на левия панел от знаменития триптих на Йеронимус Бош.
Сценарист и режисьор: Лиза Боева
Диктор: Ицко Финци

## Премиера
Премиерата на филма е на 7 ноември 2023 г. в кино „Одеон“, София.
- Лиза Боева, Ицко Финци – премиера на филма за Бош в кино „Одеон“, София
- Премиера на „Градина на земните удоволствия. Рай“, кино „Одеон“

## Пресконференция в БТА
На 6.11.2023 г. в Българската телеграфна агенция Лиза Боева и Ицко Финци представят документалния филм „Градина на земните удоволствия. Рай“.